# Streefstand (dammen)
Een streefstand (ook wel ideaalstand of modelstand genoemd) is een optimale stand in het dammen. Een speler speelt vanuit een plan, en een streefstand is het doel van het plan.